# Broderstorf

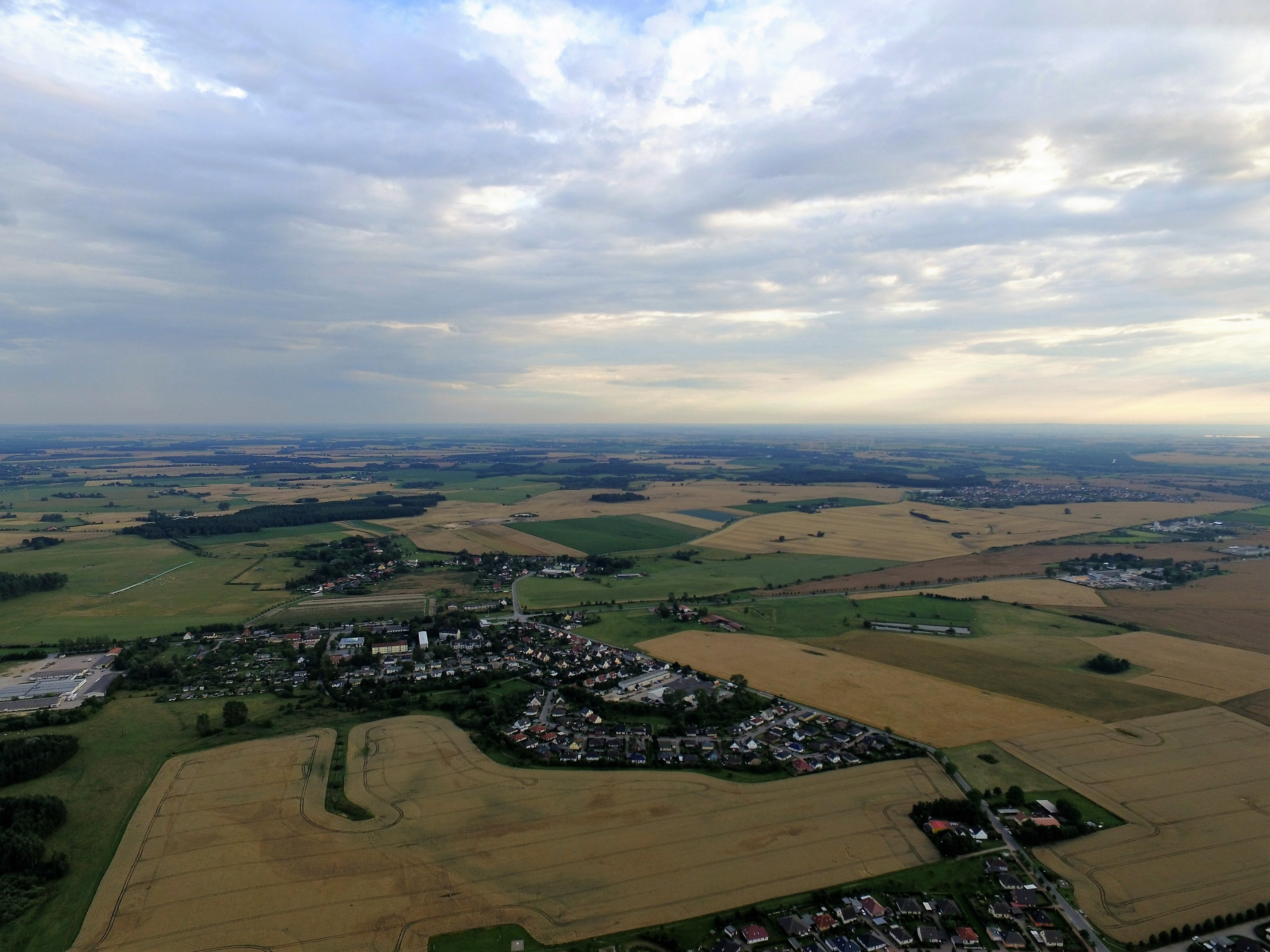
Luftbild von Broderstorf

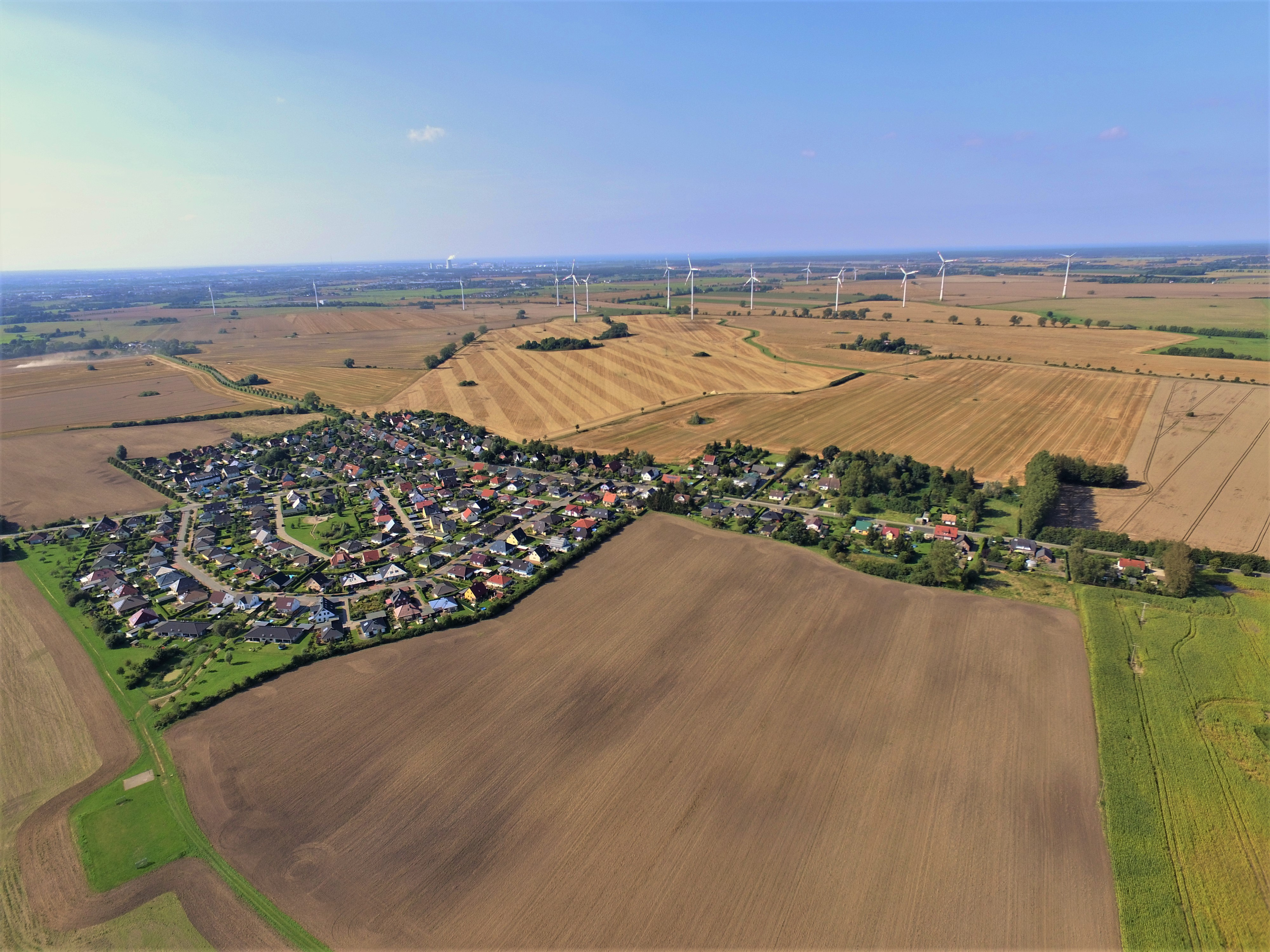
Luftbild von Neu Broderstorf

Broderstorf ist eine Gemeinde im Landkreis Rostock in Mecklenburg-Vorpommern (Deutschland). Sie ist Sitz des Amtes Carbäk, dem weitere drei Gemeinden angehören.

## Geografie

### Geografische Lage
Broderstorf liegt etwa acht km östlich von Rostock. Die Gemeinde liegt auf einer Platte zwischen den Tälern der Warnow und der Recknitz im nördlichen Vorland der Pommerschen Hauptendmoräne.

### Gemeindegliederung
Zur Gemeinde gehören folgende Ortsteile:
|                                                                          |                                                                |                                      |
| - Broderstorf - Fienstorf - Ikendorf - Ikendorf-Ausbau - Neu Broderstorf | - Neu Pastow - Neu Roggentin - Neuendorf - Öftenhäven - Pastow | - Rothbeck - Steinfeld - Teschendorf |

## Geschichte

### Broderstorf
Broderstorf wurde am 16. Oktober 1327 erstmals urkundlich erwähnt. Das Dorf lag an der wichtigen Handelsstraße von Lübeck über Rostock nach Stettin. Auf einer Karte von 1650 wurde der Ort noch als Broderstorp bezeichnet.

### Ortsteile
Die Ortsteile Neu Roggentin, Pastow und Broderstorf sind typische Straßendörfer, während Neuendorf und Teschendorf von der Anlage her Gutsdörfer sind.
Neuendorf: Das Gut war u. a. im Besitz der Familien von Walsleben (ab vor 1775), Samuel Salomon (ab 1872) und Baller (1892–1945).
Öftenhäven: Das ca. 600 ha große ehemalige Gut Öftenhäven befand sich von 1886 bis 1924 als Erbpachthof im Besitz der Familie Heinrich Kelb. Das eingeschossige sanierte Gutshaus wurde bis 1918 umgebaut.
Teschendorf: Gutsbesitzer waren u. a. die Familien von Preen (1375–1803), von Langen (bis 1807), von Sielstorpff (bis 1819), Wendt (bis 1828), Schlettwein (bis 1878), Junge (bis 1890), Kindermann (bis 1899), Collalto (1899–1902, 1902–1911 als Vertreter Syndikus Dahlmann) und Titus-Livius (1922–1937). Das Gutshaus stammt von 1830, es wurde um 1900 neobarock umgebaut.

### Eingemeindungen
Steinfeld wurde zum 1. Januar 2013 nach Broderstorf eingemeindet.

## Bevölkerung
| Jahr | Einwohner |
| ---- | --------- |
| 1990 | 1314      |
| 1995 | 2009      |
| 2000 | 2866      |
| 2005 | 2999      |
| 2010 | 3088      |
| 2015 | 3796      |

| Jahr | Einwohner |
| ---- | --------- |
| 2020 | 3803      |
| 2021 | 3814      |
| 2022 | 3801      |
| 2023 | 3822      |

Stand: 31. Dezember des jeweiligen Jahres
Der Anstieg der Einwohnerzahl 2015 ist auf die Eingemeindung von Steinfeld im Jahr 2013 zurückzuführen.

## Politik

### Gemeindevertretung
Die Gemeindevertretung von Broderstorf besteht aus 12 Mitgliedern. Die Kommunalwahl am 9. Juni 2024 führte bei einer Wahlbeteiligung von 73,2 % zu folgendem Ergebnis:
| Partei / Wählergruppe           | Stimmenanteil 2019 | Sitze 2019 |  | Stimmenanteil 2024 | Sitze 2024 |
| ------------------------------- | ------------------ | ---------- |  | ------------------ | ---------- |
| Wählergemeinschaft Broderstorf  | 43,8 %             | 6          |  | 46,4 %             | 6          |
| Aktiv für Broderstorf (AfB)     | –                  | –          |  | 19,8 %             | 3          |
| CDU                             | 13,1 %             | 2          |  | 16,6 %             | 2          |
| Einzelbewerberin Monika Elgeti  | 14,4 %             | –          |  | 12,2 %             | –          |
| SPD                             | –                  | –          |  | 05,0 %             | 1          |
| Bürgerinitiative Pro Vita       | 14,1 %             | 2          |  | –                  | –          |
| Die Linke                       | 10,9 %             | 2          |  | –                  | –          |
| Einzelbewerber Jan-Hinrich Kühl | 03,7 %             | –          |  | –                  | –          |
| Insgesamt                       | 100 %              | 12         |  | 100 %              | 12         |

Der Stimmenanteil von Monika Elgeti entsprach jeweils zwei Sitzen. Sie kandidierte sowohl als Gemeindevertreterin als auch als Bürgermeisterin. Da sie die Wahl zur Bürgermeisterin annahm, bleiben nach § 65 (6) des Landes- und Kommunalwahlgesetzes zwei Sitze in der Gemeindevertretung unbesetzt.

### Bürgermeister
- 1991–2019: Hanns Lange[8]
- seit 2019: Monika Elgeti

Elgeti wurde in der Bürgermeisterwahl am 26. Mai 2019 mit 59,8 % der gültigen Stimmen gewählt. Sie wurde bei der Bürgermeisterwahl am 9. Juni 2024 ohne Gegenkandidat mit 81,1 % der gültigen Stimmen in ihrem Amt bestätigt. Ihre Amtsdauer beträgt fünf Jahre.

### Wappen
Das Wappen wurde am 3. April 2001 durch das Innenministerium genehmigt und unter der Nr. 241 der Wappenrolle von Mecklenburg-Vorpommern registriert.
| Wapen von Broderstorf | Blasonierung: „„In Blau über zwei erniedrigten silbernen Wellenfäden ein abgerissener, rot gezungter goldener Greifenkopf.““ |
| Wapen von Broderstorf | Das Wappen wurde vom Schweriner Heraldiker Heinz Kippnick gestaltet.                                                         |

## Sehenswürdigkeiten

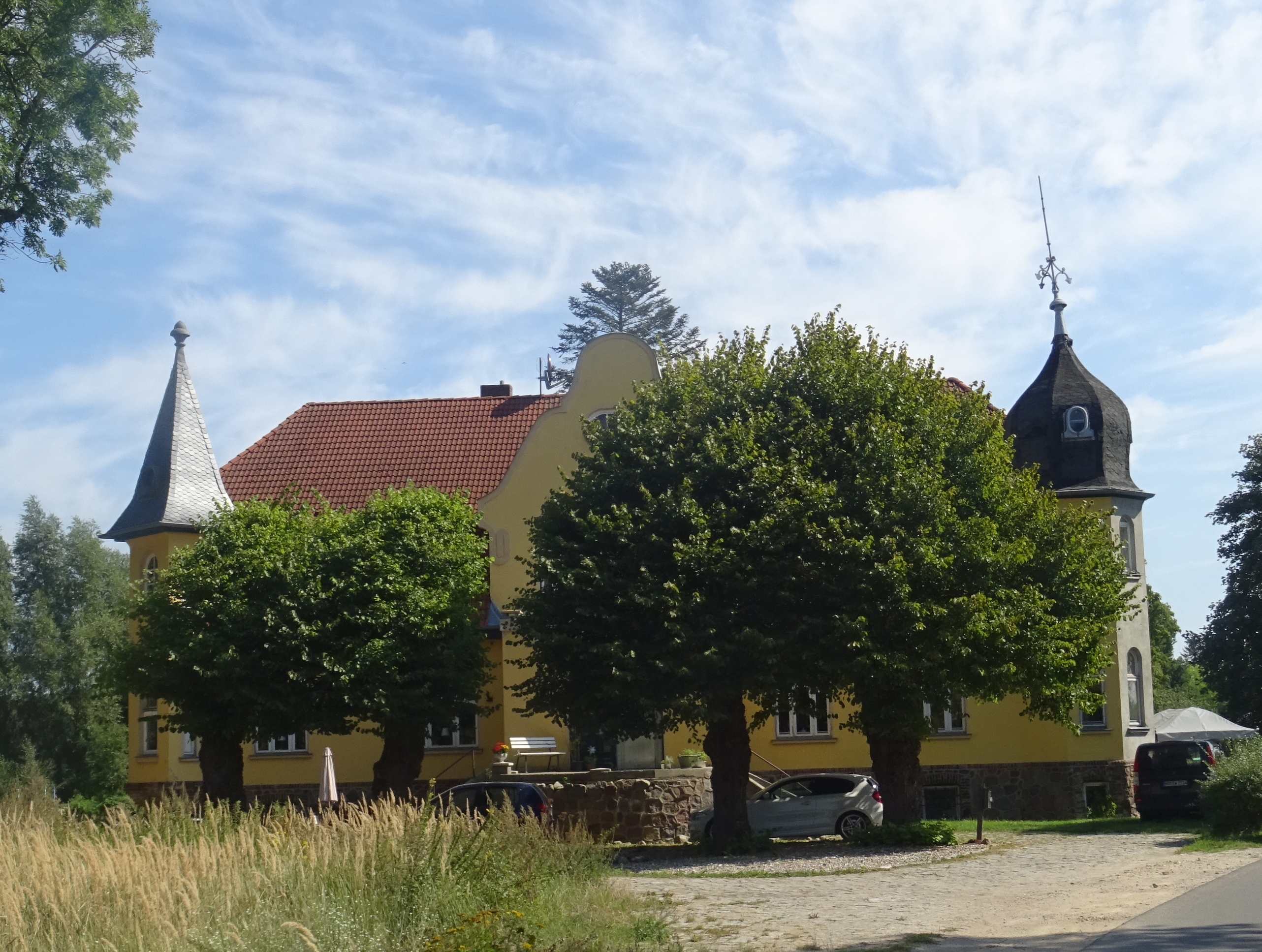
Gutshaus Öftenhäven

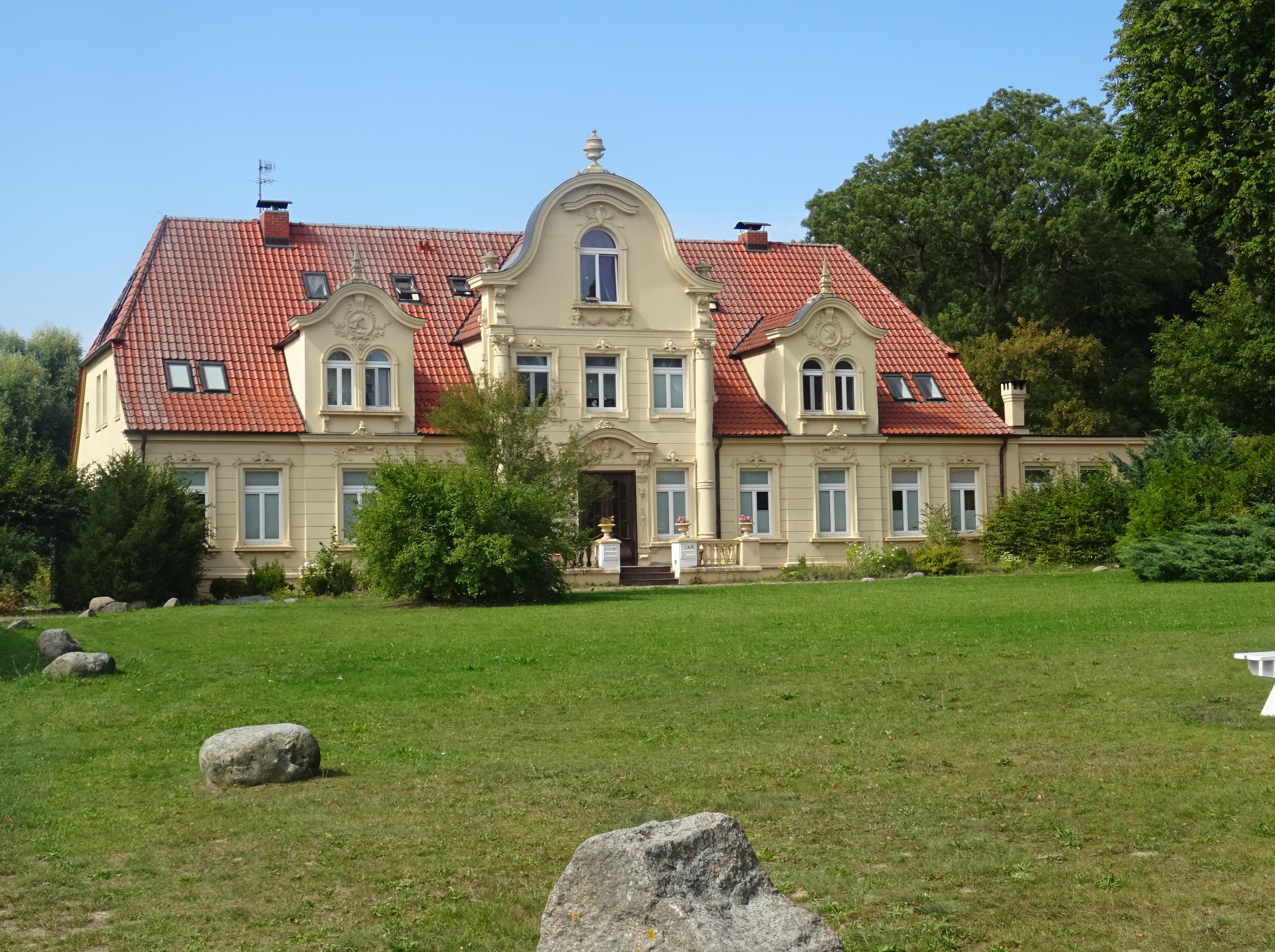
Gutshaus Teschendorf

- Gutshaus Öftenhäven, eingeschossiger Putzbau von 1910 mit einem zweigeschossigen Mittelrisalit und einem Ecktürmchen mit geschweifter Haube
- Gutshaus Teschendorf, eingeschossiger elfachsiger Putzbau von um 1830 mit einem zweigeschossigen Mittelrisalit und Krüppelwalmdach, Hoffassade um 1900 aufwendig umgestaltet, seit 1997 in privatem Besitz
- Hallenhaus in Pastow, Alte Schulstraße 38

## Wirtschaft und Infrastruktur

### Verkehr
Durch Broderstorf führt die Bundesstraße 110 zwischen Rostock und Demmin. Die nächstgelegenen Autobahnanschlussstellen sind Rostock-Süd an der A 19 (Rostock–Berlin) und Sanitz an der A 20 (Rostock–Dreieck Uckermark).
Der Bahnhof Broderstorf liegt an der Bahnstrecke Rostock–Tessin. Er wird von der Regionalbahnlinie RB 11 (Wismar–Rostock–Tessin) im Stundentakt bedient.

### Bildung
- Grundschule an der Carbäk (volle Halbtagsschule), An der Schule 32
- Kindertagesstätte „Kinderland“, Moorweg 5

### Sport
Der SV Pastow spielt seit der Saison 2013/14 in der höchsten Landesspielklasse, der Fußball-Verbandsliga Mecklenburg-Vorpommern.

## Persönlichkeiten
- Carl Schlettwein (1866–1940), Farmer in Deutsch-Südwestafrika, geboren in Teschendorf
- Christian Wolff (* 1931), Politiker (FDP), geboren in Ikendorf
- Linde Knoch (* 1940), Märchenerzählerin und Autorin, geboren in Steinfeld
- Wolf Schulz (* 1942), Politiker (SPD), geboren in Pastow
- Ulrich Peck (* 1948), Politiker (SED), Gemeindevertreter in Broderstorf